# Morti nel 1311
| Questa pagina contiene informazioni ricavate automaticamente dalle voci biografiche con l'ausilio del template Bio e di un bot. L'aggiornamento è periodico e automatico e ricostruisce completamente la pagina. Se manca una persona in questa lista, sei pregato di non aggiungerla, ma accertati piuttosto che la sua voce biografica contenga il template Bio e che i dati anagrafici siano correttamente compilati. Se il template Bio manca, inseriscilo tu stesso o, in alternativa, metti l'avviso {{tmp\|Bio}} che ne segnala la mancanza. Se i dati riportati sono sbagliati, correggi direttamente la voce biografica; le modifiche saranno visibili in questa lista entro pochi giorni. Per chiarimenti vedi il progetto biografie. La lista contiene solo le 27 persone che sono citate nell'enciclopedia e per le quali è stato implementato correttamente il template Bio. Pagina aggiornata al 10 feb 2025. |

- 27 gennaio - Külüg Khan, imperatore cinese (n. 1281)
- 24 febbraio - Guillaume Ruffat des Forges, cardinale francese
- 3 marzo - Anthony Bek, vescovo cattolico inglese
- 15 marzo - Giorgio I Ghisi, nobiluomo e politico italiano
- 15 marzo - Gualtieri V di Brienne, nobile francese
- 15 marzo - Alberto Pallavicini, Marchese di Bodonitsa, marchese
- 6 aprile - Filippa di Lussemburgo, nobile olandese (n. 1252)
- 8 aprile - Botulf Botulfsson, svedese
- 23 aprile - Antonio Patrizi, presbitero italiano (n. 1280)
- 29 maggio - Giacomo II di Maiorca, re (n. 1243)
- 20 giugno - Tebaldo Brusato, politico italiano
- 13 agosto - Pietro Gradenigo, doge
- 19 agosto - Giordano da Pisa, religioso italiano (n. 1260)
- 12 settembre - Bertrand des Bordes, cardinale francese
- 13 ottobre - Guido di Namur, politico e condottiero fiammingo (n. 1270)
- 29 novembre - Alboino della Scala, condottiero italiano
- 7 dicembre - Leonardo Patrasso, cardinale e arcivescovo cattolico italiano (n. 1230)
- 10 dicembre - Etienne de Suisy, cardinale francese
- 14 dicembre - Margherita di Brabante, nobile belga (n. 1276)
- Davide VIII di Georgia, re (n. 1273)
- Manfredo Dalesmanini, politico italiano
- Enrico de Lacy, III conte di Lincoln, nobile francese (n. 1249)
- Ottone di Kleve, conte
- Qotb al-Din Shirazi, astronomo, filosofo e medico persiano (n. 1237)
- Caterina Visconti, nobile italiana (n. 1282)
- Gaia da Camino, poetessa italiana
- Sigfrido di Feuchtwangen, militare tedesco